# Barnabás Berzsenyi
Barnabás Berzsenyi (* 12. Februar 1918 in Kemenesmihályfa; † 18. Juni 1993 in Osnabrück) war ein ungarischer Degenfechter.

## Erfolge
Barnabás Berzsenyi wurde 1953 in Brüssel im Einzel sowie 1957 in Paris mit der Mannschaft Vizeweltmeister. Zudem belegte er mit ihr 1955 in Rom den Bronzerang. Zweimal nahm er an Olympischen Spielen teil: 1952 belegte er in Helsinki mit der Mannschaft den fünften Platz und schied in der Einzelkonkurrenz in der zweiten Runde aus. Bei den Olympischen Spielen 1956 in Melbourne erreichte er mit der ungarischen Equipe die Finalrunde, die auf dem zweiten Platz hinter Italien abgeschlossen wurde. Gemeinsam mit Lajos Balthazár, József Marosi, Ambrus Nagy, Béla Rerrich und József Sákovics erhielt Berzsenyi somit die Silbermedaille. Fünfmal wurde er ungarischer Meister mit dem Degen im Einzel sowie achtmal mit der Degen-Mannschaft. Vier weitere Titel gewann er mit der Florett-Mannschaft.